# Corydalis tarkiensis
Corydalis tarkiensis är en vallmoväxtart som beskrevs av Jaroslav Ivanovic Yaroslav Ivanovich Prokhanov. Corydalis tarkiensis ingår i släktet nunneörter, och familjen vallmoväxter. Inga underarter finns listade i Catalogue of Life.